# Dinâmica estelar
Dinâmica estelar é o ramo da astrofísica que descreve de maneira estatística o movimento coletivo das estrelas provocado pela gravidade mútua. A grande variação de gravidade e o lenta "relaxação" dos sistemas estelares impede o uso dos métodos da física estatística. O movimento das estrelas em uma galáxia ou aglomerado globular é determinado principalmente pela distribuição média de outras estrelas, mais distantes, sendo pouco influenciado pelas estrelas mais próximas.
A "relaxação" das estrelas é um processo que desvia a trajetória individual das estrelas daquela que normalmente descreveriam se a distribuição da matéria fosse homogênea. A "relaxação a dois corpos" é induzida pelas interações indivivuais entre uma estrela e outra, enquanto a "relaxação violenta" é induzida por uma variação coletiva da forma do sistema estelar.